# Aleksandr Rimski-Korsakow
Aleksandr Rimski-Korsakow (ros. Алекса́ндр Миха́йлович Римский-Корсаков; ur. 24 sierpnia 1753, zm. 25 maja 1840 w Petersburgu) – rosyjski generał, znany głównie z epizodu w czasie ekspedycji szwajcarskiej generała Suworowa.
Walczył w wojnie rosyjsko-tureckiej 1788–1789, a następnie w wojnie rosyjsko-szwedzkiej. Później został generał-majorem Siemionowskiego regimentu lejbgwardii, z którym towarzyszył księciu d’Artois do Anglii. Był ochotnikiem w austriackiej armii księcia koburskiego i brał udział w II bitwie pod Fleurus (1794). Po powrocie do Rosji wziął udział w ekspedycji księcia Waleriana Zubowa przeciwko Persji. Ekspedycja ta została przerwana przez cara Pawła I, a wojska wysłane do walki z wojskami rewolucyjnej Francji.
W 1799 Korsakow dowodził 40-tysięcznym korpusem rosyjskim w Szwajcarii. Tam połączył się z 25-tysięczną armią austriackiego generała Friedricha von Hotze. Planowano też połączenie z armią dowodzoną przez Suworowa, ale nie doszło do tego w wyniku działań Francuzów. 25 września wojska francuskie, pod wodzą André Masseny zwyciężyły w bitwie pod Zurychem, a wojska rosyjskie wycofały się do Czech.
Car Paweł I odwołał Korsakowa z armii, lecz w 1801 nowy car Aleksander I powołał go ponownie i mianował generałem infanterii. Wkrótce Korsakow porzucił służbę wojskową i został generał-gubernatorem wileńskim. Urząd ten sprawował w latach 1806–1808 oraz 1812–1830.
Od 1830 r. był członkiem Rady Państwa.